# Tunnel hydraulique du Gelon
Le tunnel hydraulique du Gelon est un tunnel emprunté par la rivière du Gelon pour traverser Chamousset, dans le département de la Savoie en région Auvergne-Rhône-Alpes.
L'ouvrage mis en eau en 1854, fait l'objet d'une inscription au titre des monuments historiques depuis 1986.

## Situation
Le tunnel du Gelon est creusé sous la colline de Chamousset, en rive gauche de la confluence de l'Arc et de l'Isère située à quelques mètres.
Arrivant de Bourgneuf, le Gelon pénètre dans le tunnel au sud de la colline et en ressort 125 mètres plus loin au nord. La rivière emprunte alors un autre souterrain sous l'autoroute A43 puis est canalisée jusqu’à l'Isère, qu'elle longe sur environ 2 kilomètres.
L'église Saint-Maurice de Chamousset, édifice classé au titre des monuments historiques, est située sur la colline traversée par le tunnel hydraulique du Gelon.

## Historique
Avant la construction du tunnel, le Gelon qui arrive de La Rochette par le val Gelon, est un affluent de l'Arc dans lequel il se déverse en amont en la confluence avec l'Isère.
Alors que jusqu'en 1830, aucun de ces deux cours d'eau ne sont canalisés, l'endiguement de l'Arc entrepris entre 1830 et 1841 en aval d'Aiton conduit à déplacer son embouchure dans l'Isère au niveau de la butte de Chamousset. Dès lors, le Gelon ne parvient plus à s'écouler normalement et submerge régulièrement les terrains de Chamousset et Bourgneuf en cas de reflux de l'Arc, dont les eaux s'étendent parfois bien plus en amont dans le val Gelon, rendant ainsi impossible toute culture. À ce sujet, le député d'Aiguebelle, Léon Brunier, déclare le 27 décembre 1848 :

« Par suite de la mauvaise direction donnée au diguement de l'Arc qu'on a fait aboutir à la butte de Chamousset, le  Gelon n'a plus trouvé d'écoulement. Depuis 10 ans, il réduit les communes de Chamousset en marais ou plutôt en lacs ; non-seulement les malheureux habitants de ces communes ont perdu toutes leurs récoltes, et vu leurs champs devenir incultes, mais ils ont même été désolés par des fièvres endémiques, qui les ont décimés. Dans ces commune, il n'y a de peuplé que le cimetière »

— Léon Brunier, député d'Aiguebelle, séance de la Chambre des députés du 27 décembre 1848.
Cette situation est à l'origine du projet de déviation du cours du Gelon imaginé quelques années plus tôt, destiné à déplacer son embouchure directement dans l'Isère en le déviant par un tunnel passant sous la colline de Chamousset. Les travaux sont confiés à l'ingénieur en chef Joseph Mosca, qui présente un premier devis en février 1844. Alors qu'une seule voûte était envisagée à l'origine, l'instabilité de la moraine à traverser conduit à privilégier un tunnel à deux voûtes.
Bien que les travaux débutent cette même année, les entrepreneurs Insermini et Marocco qui en ont la charge sont écartés en 1846 à la suite de difficultés et retards dans leur exécution. Les travaux sont alors suspendus durant quatre ans avant que Mosca n'établisse le 4 avril 1850 un nouveau devis plus précis et prenant en compte les difficultés rencontrées lors des premiers travaux. Ceux-ci reprennent mais malgré un achèvement initialement prévu en 1852, la décision de « l'introduction immédiate du Gelon dans le tunnel » n'est finalement donnée que le 11 février 1854, soit dix années après le début des premiers travaux.
Plus d'un siècle plus tard, le 25 septembre 1986, le tunnel hydraulique du Gelon est inscrit à l'inventaire supplémentaire des monuments historiques avec le Pont Royal situé à quelques mètres.

## Caractéristiques

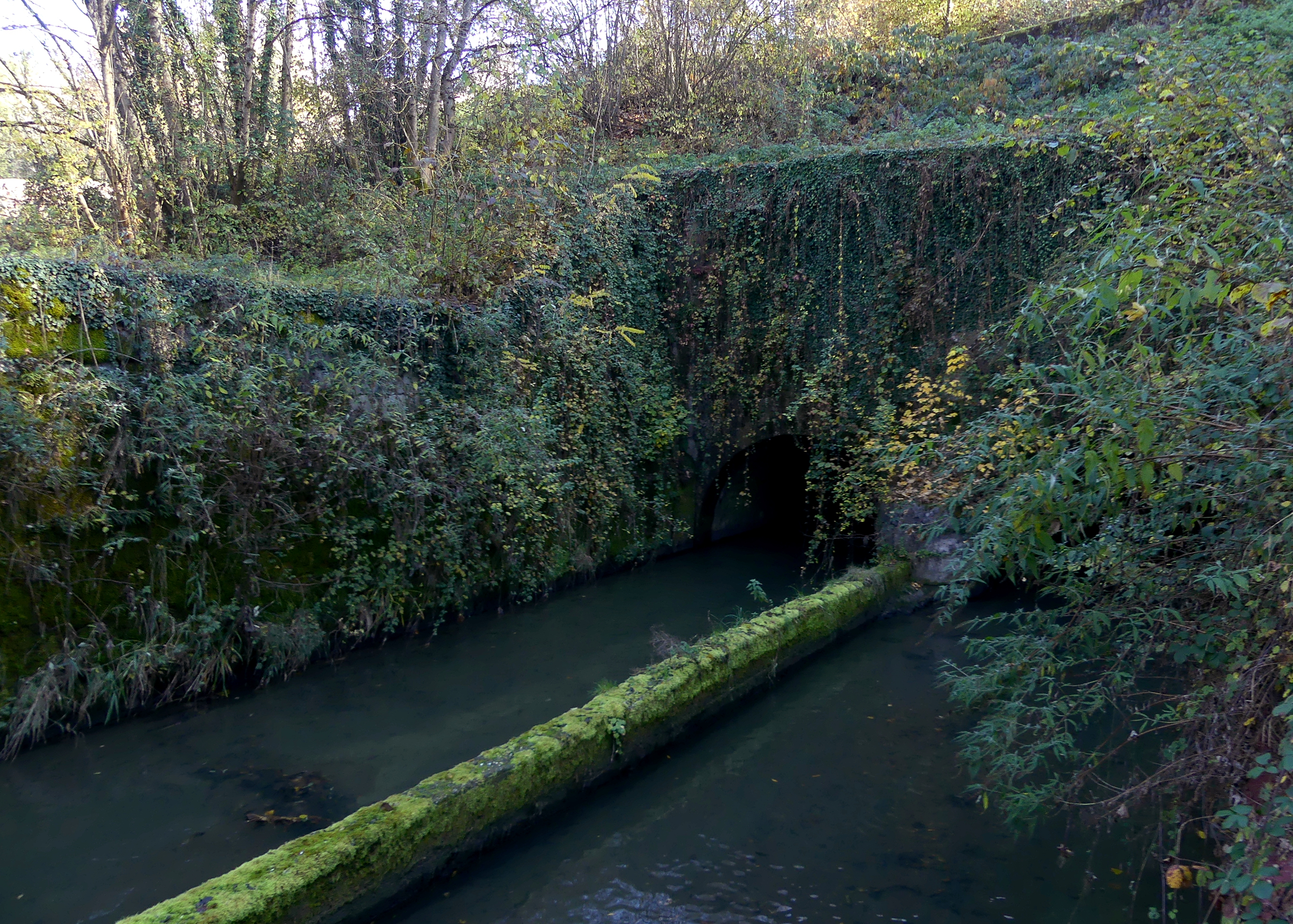
Extrémité nord (sortie) du tunnel.

Le tunnel hydraulique du Gelon est un tunnel à deux voûtes. D'après le métré des travaux réalisé par l'ingénieur Mosca en 1851, sa longueur est de 125 mètres (ou 121 mètres après déduction des deux têtes en pierre de taille sur la largeur de 2 mètres de chaque côté), sa largeur de 12,30 mètres et sa hauteur moyenne de 4,40 mètres.
Le métré précise également les matériaux utilisés : bois de blindage des galeries provisoires et deux puits, bois dur pour les cintres des voûtes et ferrures, béton de mortier de chaux maigre et gravier cassé dans les fondations, maçonnerie ordinaire de pierre brute posée à bain de mortier — compris le parement en moellons piqués — pierres de taille travaillées à la martelline et à la fine pointe, maçonnerie de pierres plates de la carrière de Reverdel posées à bain de mortier de chaux hydraulique, remplissage derrière la maçonnerie et sur les voûtes fait avec du béton, maçonnerie ou sable selon les circonstances, pierres brutes à employer en enrochement dans les talus du canal en amont et en aval dans la courbe.